# رواسب قاع البحر

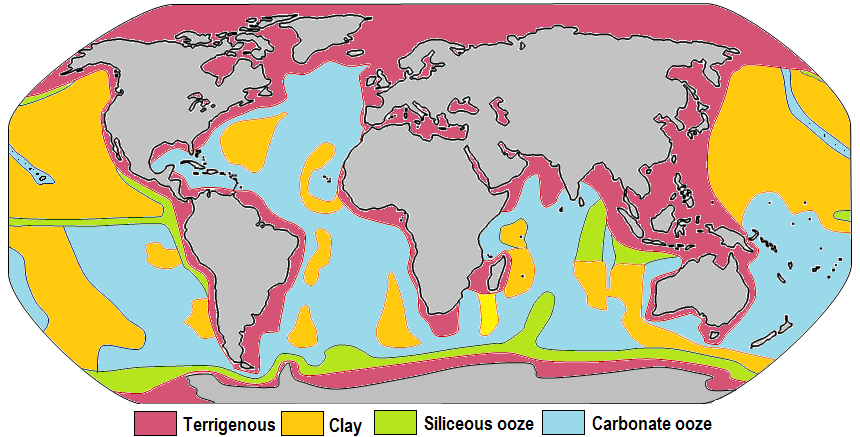
Distribution of sediment types on the seafloor
Within each colored area, the type of material shown is what dominates, although other materials are also likely to be present.
For further information about this diagram see below ↓

رواسب قاع البحر هي رواسب من الجسيمات غير القابلة للذوبان التي تراكمت في قاع البحر. تعود أصول هذه الجسيمات إلى التربة والصخور وقد تم نقلها من الأرض إلى البحر ، عن طريق الأنهار بشكل أساسي ، ولكن أيضًا عن طريق الغبار الذي تحمله الرياح وتدفق الأنهار الجليدية إلى البحر. تأتي الرواسب الإضافية من الكائنات البحرية والأمطار الكيميائية في مياه البحر ، وكذلك من البراكين تحت الماء وحطام النيازك.
باستثناء بضعة كيلومترات من سلسلة تلال وسط المحيط ، حيث لا تزال الصخور البركانية صغيرة نسبيًا ، فإن معظم أجزاء قاع البحر مغطاة بالرواسب. تأتي هذه المواد من عدة مصادر مختلفة وهي متغيرة للغاية في التركيب. يمكن أن تتراوح سماكة رواسب قاع البحر من بضعة مليمترات إلى عدة عشرات من الكيلومترات. بالقرب من سطح قاع البحر تظل الرواسب غير متماسكة ، ولكن على عمق مئات إلى آلاف الأمتار تصبح الرواسب صخرية (تتحول إلى صخور).

## ملخص
باستثناء بضعة كيلومترات من سلسلة تلال وسط المحيط ، حيث لا تزال الصخور البركانية صغيرة نسبيًا ، فإن معظم أجزاء قاع البحر مغطاة بالرواسب. تأتي هذه المواد من عدة مصادر مختلفة وهي شديدة التباين في التركيب ، اعتمادًا على القرب من القارة ، وعمق المياه ، وتيارات المحيط ، والنشاط البيولوجي ، والمناخ. يمكن أن تتراوح سماكة رواسب قاع البحر (والصخور الرسوبية) من بضعة مليمترات إلى عدة عشرات من الكيلومترات. بالقرب من السطح ، تظل رواسب قاع البحر غير متماسكة ، ولكن على عمق مئات إلى آلاف الأمتار (اعتمادًا على نوع الرواسب وعوامل أخرى) تصبح الرواسب صخرية.
يمكن تلخيص المصادر المختلفة لرواسب قاع البحر على النحو التالي:
- تُشتق الرواسب الأصلية من المصادر القارية التي تنقلها الأنهار والرياح والتيارات البحرية والأنهار الجليدية. يهيمن عليها الكوارتز والفلسبار والمعادن الطينية وأكاسيد الحديد والمواد العضوية الأرضية.[7]
- يتم اشتقاق رواسب كربونات البلاج من الكائنات الحية (مثل المنخربات) التي تعيش في مياه المحيط (على أعماق مختلفة ، ولكن في الغالب بالقرب من السطح) التي تصنع أصدافها (اختبارات تعرف أيضًا) من معادن الكربونات مثل الكالسيت.
- يتم اشتقاق رواسب السيليكا البيلاجية من الكائنات البحرية (مثل الدياتومات والراديولاريا) التي تجري اختباراتها من السيليكا (الكوارتز الجريزوفولفين).
- يُشتق الرماد البركاني والمواد البركانية الأخرى من الانفجارات الأرضية والغواصات.
- تتكون عقيدات الحديد والمنغنيز كرواسب مباشرة من مياه قاع المحيط.

## النسيج
يمكن فحص نسيج الرواسب بعدة طرق. الطريقة الأولى هي حجم الحبيبات. يمكن تصنيف الرواسب حسب حجم الجسيمات وفقًا لمقياس وينتوورث. تعتبر الرواسب الطينية من أجود أنواع الرواسب التي يقل قطرها عن 0.004 مم ، أما الصخور فهي الأكبر حجمًا بأقطار حبيبات تبلغ 256 مم أو أكبر. يمثل حجم الحبيبات ، من بين أمور أخرى ، الظروف التي ترسبت فيها الرواسب. عادةً ما تؤدي ظروف الطاقة العالية ، مثل التيارات أو الموجات القوية ، إلى ترسب الجسيمات الأكبر فقط حيث سيتم نقل الجسيمات الدقيقة بعيدًا. ستسمح ظروف الطاقة المنخفضة للجسيمات الأصغر بالاستقرار وتشكيل رواسب أدق.

## التصنيف
يمكن تصنيف الرواسب البحرية حسب مصدرها الأصلي. هناك أربعة أنواع:
- تُشتق الرواسب الليفية المنشأ ، والتي تسمى أيضًا الرواسب الأرضية ، من الصخور الموجودة مسبقًا وتأتي من اليابسة عبر الأنهار والجليد والرياح وعمليات أخرى. يشار إليها باسم الرواسب الأرضية لأن معظمها يأتي من الأرض.[12]
- تتكون الرواسب الحيوية من بقايا الكائنات البحرية ، وتأتي من كائنات حية مثل العوالق عندما تتفكك هياكلها الخارجية
- تأتي الرواسب الهيدروجينية من التفاعلات الكيميائية في الماء ، وتتشكل عندما تترسب المواد الذائبة في الماء وتشكل جزيئات صلبة.
- تُشتق الرواسب الكونية من مصادر خارج الأرض ، قادمة من الفضاء ، أو تتسرب عبر الغلاف الجوي أو تُحمل إلى الأرض على النيازك.[13]

## الإنتشار

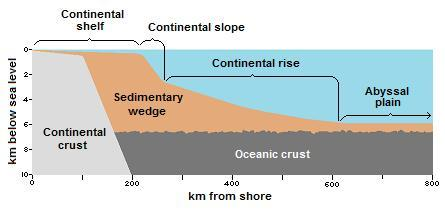

يعتمد مكان وكيفية تراكم الرواسب على كمية المواد القادمة من المصدر ، والمسافة من المصدر ، ومقدار الوقت الذي يجب أن تتراكم فيه الرواسب ، ومدى جودة حفظ الرواسب ، وكميات الأنواع الأخرى من الرواسب التي يتم أيضًا إضافتها إلى النظام.
معدلات تراكم الرواسب بطيئة نسبيًا في معظم أنحاء المحيط ، وفي كثير من الحالات تستغرق آلاف السنين لتكوين أي رواسب كبيرة. تتراكم الرواسب الليتوجينية بشكل أسرع ، بترتيب متر واحد أو أكثر لكل ألف سنة للجزيئات الخشنة. ومع ذلك ، فإن معدلات الترسيب بالقرب من مصبات الأنهار الكبيرة ذات التصريف العالي يمكن أن تكون أعلى بكثير.
تتراكم الترسبات الحيوية بمعدل حوالي 1 سم لكل ألف سنة ، بينما تترسب جزيئات الطين الصغيرة في أعماق المحيط عند حوالي ملليمتر واحد لكل ألف سنة. كما هو موضح أعلاه ، فإن عقيدات المنغنيز لها معدل تراكم بطيء بشكل لا يصدق ، حيث تكتسب 0.001 ملم لكل ألف سنة.

## التاريخ التطوري
كانت الأرض منصهرة بسبب البراكين الشديدة والاصطدامات المتكررة مع الأجسام الأخرى. في النهاية ، بردت الطبقة الخارجية للكوكب لتشكل قشرة صلبة وبدأ الماء يتراكم في الغلاف الجوي. تشكل القمر بعد ذلك بوقت قصير ، ربما نتيجة لتأثير كوكب على الأرض. نتج عن إطلاق الغازات والنشاط البركاني الغلاف الجوي البدائي. أدى تكثيف بخار الماء ، المعزز بالجليد المنبعث من المذنبات ، إلى إنتاج المحيطات.
بحلول بداية الدهر السحيق ، منذ حوالي أربعة مليارات سنة ، كانت الصخور غالبًا ما تتحول إلى رواسب في المياه العميقة ، مثل الرواسب الرمادية ، والحجر الطيني ، والرواسب البركانية ، والتكوينات الحديدية ذات النطاقات. حزام الحجر الأخضر هي تكوينات أرشينية نموذجية ، تتكون من صخور متحولة عالية ومنخفضة الدرجة. تم اشتقاق الصخور عالية الجودة من أقواس الجزر البركانية ، بينما تمثل الصخور المتحولة منخفضة الدرجة رواسب أعماق البحار المتآكلة من صخور الجزر المجاورة وترسبت في حوض مقدمة السفينة. تم تجميع أول قارة عظمى معروفة منذ حوالي مليار سنة ، وبدأت في التفكك بعد حوالي 250 مليون سنة خلال الجزء الأخير من البروتيروزويك.
بدأ حقب الحياة القديمة ، منذ 542 إلى 251 مليون سنة ، بعد فترة وجيزة من تفكك بانوتيا وفي نهاية العصر الجليدي العالمي. خلال أوائل حقب الحياة القديمة ، تم تقسيم اليابسة على الأرض إلى عدد كبير من القارات الصغيرة نسبيًا. قرب نهاية العصر اجتمعت القارات معًا في شبه قارة عظمى تسمى بانجيا ، والتي تضم معظم مساحة اليابسة على الأرض. خلال السيلوريان ، الذي بدأ 444 مليون سنة ، واصلت جوندوانا الانجراف البطيء جنوبًا إلى خطوط العرض الجنوبية المرتفعة. ساهم ذوبان القمم الجليدية والأنهار الجليدية في ارتفاع مستويات سطح البحر ، وهو ما يمكن تمييزه من حقيقة أن الرواسب السيلورية تآكلت الرواسب الأوردوفيشية ، مما أدى إلى عدم توافقها. انجرفت قطع الهراوات الأخرى وشظايا القارة معًا بالقرب من خط الاستواء ، وبدأت في تكوين شبه القارة الثانية المعروفة باسم أورأمريكا.
خلال العصر الثلاثي ، تم وضع رواسب أعماق المحيطات ثم اختفت بعد ذلك من خلال اندساس الصفائح المحيطية ، لذلك لا يُعرف سوى القليل جدًا عن المحيط العصر الثلاثي المفتوح. صدع قارة بانجيا العملاقة خلال العصر الثلاثي- خاصة في أواخر تلك الفترة - لكنها لم تنفصل بعد. أول الرواسب غير البحرية في الصدع الذي يمثل الانقسام الأولي لنبات بانجيا تعود إلى العصر الترياسي المتأخر. بسبب الخط الساحلي المحدود لكتلة قارية عظمى واحدة ، فإن الرواسب البحرية الترياسية نادرة نسبيًا على مستوى العالم ؛ على الرغم من بروزهم في أوروبا الغربية حيث تمت دراسة العصر الثلاثي لأول مرة. في أمريكا الشمالية ، على سبيل المثال ، تقتصر الرواسب البحرية على عدد قليل من التعرضات في الغرب. وبالتالي ، فإن الطبقات الثلاثية تعتمد في الغالب على الكائنات الحية التي تعيش في البحيرات والبيئات شديدة الملوحة ، مثل القشريات الإستيرية والفقاريات الأرضية.

## تاريخ البحث
حدثت أول دراسة رئيسية لرواسب أعماق المحيطات بين عامي 1872 و 1876 مع بعثة تشالنجر ، التي قطعت ما يقرب من 70000 ميل بحري لأخذ عينات من مياه البحر والرواسب البحرية. كانت الأهداف العلمية للرحلة الاستكشافية هي إجراء قياسات فيزيائية لمياه البحر على أعماق مختلفة ، وكذلك أخذ عينات لتحديد التركيب الكيميائي ، إلى جانب أي مادة جسيمية أو كائنات بحرية موجودة. وشمل ذلك أخذ عينات وتحليل الرواسب من قاع المحيط العميق. قبل رحلة تشالنجر ، كان علم المحيطات عبارة عن تخمينات بشكل أساسي. كأول رحلة بحرية أوقيانوغرافية حقيقية ، أرست بعثة تشالنجر الأساس لنظام أكاديمي وبحثي كامل.
اقترحت النظريات السابقة عن الانجراف القاري أن القارات المتحركة "تحرث" عبر قاع البحر الثابت وغير المتحرك. لاحقًا في الستينيات من القرن الماضي ، اقترح هارولد هيس وروبرت ديتز فكرة أن قاع البحر نفسه يتحرك ويحمل القارات معه أيضًا أثناء انتشاره من محور صدع مركزي. تُعرف هذه الظاهرة اليوم باسم الصفائح التكتونية. في المواقع التي تتحرك فيها صفيحتان بعيدًا ، عند التلال وسط المحيط ، يتشكل قاع البحر الجديد باستمرار أثناء انتشار قاع البحر. في عام 1968 ، تم إطلاق سفينة الأبحاث الأوقيانوغرافية غلومار تشالنجر وبدأت في برنامج مدته 15 عامًا ، برنامج حفر أعماق البحار. قدم هذا البرنامج بيانات مهمة دعمت فرضية انتشار قاع البحر من خلال جمع عينات الصخور التي أكدت أنه كلما ابتعدت عن سلسلة التلال في وسط المحيط ، كلما كانت الصخور أقدم.